# Defensor Laure Sur
Defensor Laure Sur es un club de fútbol peruano de la ciudad de Chancay, Departamento de Lima. Fue fundado en 1960 y participa en la Copa Perú donde llegó hasta octavos de final de la Etapa Nacional en las ediciones de 2017 y 2018.

## Historia
El club Defensor Laure Sur fue fundado el 24 de octubre de 1960 por un grupo de vecinos del sector de Laure, en Chancay.
En 1987 fue campeón distrital y provincial por lo que clasificó a la Etapa Departamental donde fue eliminado a inicios de 1988 en semifinales por Juventud Lauriama.
Descendió a Segunda distrital en 2011 donde se mantuvo hasta que logró el ascenso en 2014.
Fue subcampeón distrital de Chancay y luego como subcampeón provincial de Huaral clasificó a la Etapa Departamental de Lima 2015. Tras eliminar en semifinales a Deportivo Cosmos, pasó a la Etapa Nacional como subcampeón departamental tras perder la final ante DIM. Fue eliminado en la primera ronda de la Etapa Nacional de la Copa Perú 2015 al terminar en el puesto 42 de la tabla general.
En 2016 empezó a participar desde la Etapa Provincial. Clasificó a la Departamental eliminando a Norte Peralvillo y perdió final provincial ante Juventud 2001 Chancayllo. Fue eliminado en cuartos de final de la Etapa Departamental por Social La Florida.
Tras lograr el título distrital, provincial y departamental clasificó nuevamente a la Etapa Nacional en la Copa Perú 2017. Llegó hasta octavos de final donde fue eliminado por Deportivo Binacional con un marcador global de 5-2.
En la Copa Perú 2018 empezó su participación desde la Etapa Provincial donde clasificó a la Departamental eliminando en semifinales a Aurora Chancayllo. Tras lograr el campeonato provincial y departamental clasificó nuevamente a la Etapa Nacional. Llegó hasta octavos de final de la Etapa Nacional siendo eliminado por Pirata  que clasificó por mejor posición en la tabla general luego de empatar 2-2 tanto en el partido de ida como en la vuelta.
Participó de la Copa Perú 2021 donde fue eliminado en la Fase 1 del torneo por Ángeles Negros con el que perdió en la ida 2-0 como visitante y en el partido de vuelta como local perdió por walkover por la falta de ambulancia en el estadio. En 2023 llegó hasta la Etapa Departamental donde fue eliminado en cuartos de final por AFE Cosmos.

## Uniforme
- Uniforme titular: Camiseta guinda, pantalón guinda, medias guindas.
- Uniforme alternativo: Camiseta azul, pantalón negro, medias negras.

## Entrenadores
- Marcial Rojas (2015)
- Guillermo Emerson Camargo Verme (2015)
- Marcial Rojas (2017)
- Alessandro Morán (2018)
- Marcial Rojas (2018)
- Edinson Becerra (2019)
- Angello Guerrero Murga (2020)
- Marcial Rojas (2021-2022)
- Angello Guerrero Murga (2023)
- Berti Medina [2023)
- Angello Guerrero Murga (2024)

## Palmarés

### Títulos regionales
| Competición regional             | Títulos                 | Subcampeonatos |
| -------------------------------- | ----------------------- | -------------- |
| Liga Departamental de Lima (2/1) | 2017, 2018.             | 2015.          |
| Liga Provincial de Huaral (4/2)  | 1987, 2015, 2017, 2018. | 2016, 2023.    |
| Liga Distrital de Chancay (2/1)  | 1987, 2017.             | 2015.          |